# Bad (Neustadt an der Rems)

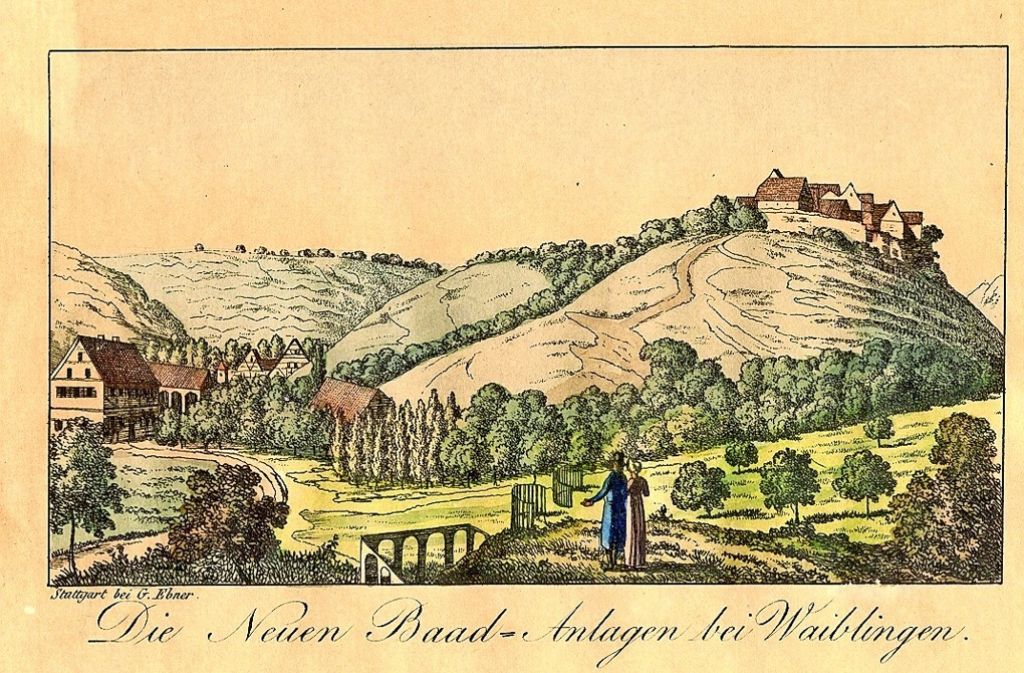
Postkarte von Bad um 1820

Bad ist ein abgegangener Ort im Stadtteil Neustadt an der Rems der Stadt Waiblingen im baden-württembergischen Rems-Murr-Kreis.

## Lage
Der abgegangene Ort Bad lag an der Rems, einem rechten Zufluss des Neckars, auf der Gemarkung von Neustadt. Heute ist Bad ein Wohnplatz von Neustadt.

## Geschichte
Bad wurde 1684 erstmals erwähnt, nachdem 1683 bei Umbauarbeiten an der Mühle eine Schwefelwasserquelle entdeckt wurde, die 1710 erstmals gefasst wurde. Auf Grund von Untersuchungen der Leibärzte des württembergischen Herzogs wurde die Quelle 1711 zu einem Heilbronnen erklärt. Die Auswirkungen des Spanischen Erbfolgekriegs beendeten den Badebetrieb Anfang des 18. Jahrhunderts wieder, Brunnen und Mühle wurden zerstört und die Heilquelle geriet in Vergessenheit. Im Jahr 1816 ließ der Mühlenbesitzer Michael Lorenz die Quelle neu einfassen, der Badebetrieb wurde wieder aufgenommen. Lorenz’ Schwiegersohn Friedrich Schuler, der das Anwesen erbte, errichtete ab 1819 zwei Häuser mit 14 Zimmern. Das Bad wurde zu einer Kurklinik mit Hotel, Badebetrieb, Gastronomie, Ballsaal und Lustgarten ausgebaut. Es diente als Treffpunkt des Freundeskreises um Graf Alexander von Württemberg. Berühmte Gäste gingen in Bad Neustadt ein und aus, so die Dichter Nikolaus Lenau, Karl Mayer, Eduard Mörike und Ludwig Uhland oder der Philosoph David Friedrich Strauß. In der Beschreibung des Oberamts Waiblingen von 1850 werden 1200–1500 abgegebene Bäder jährlich aufgeführt. Ende des 19. Jahrhunderts ging die Zahl der Kurgäste beständig zurück, bald war das Bad nur noch Luftkurort, ab 1895 ein Erholungsheim einer Krankenkasse. Ab 1914 diente es als Lazarett. 1920 gehörte es der Familie Stihl, die dort ihren Betrieb einquartierte. Ein Wirtschaftsgebäude wurde um das Jahr 2000 abgebrochen. Die Quelle versiegte, Versuche, sie wiederzufinden und freizulegen, blieben erfolglos. Heute ist der Ort ein Wohnplatz von Neustadt, das am 1. Januar 1975 im Rahmen der Gemeindereform in die Stadt Waiblingen eingegliedert wurde.

## Verkehr
Zum aufgegangenen Ort Bad führt heute die Badstraße, die von der Waiblinger Kernstadt entlang der Rems zum einstigen Standort führt.